# Orchestra dell'Accademia Nazionale di Santa Cecilia
L'Orchestra dell'Accademia Nazionale di Santa Cecilia è un'orchestra con sede a Roma fondata nel 1908, considerata una delle migliori orchestre italiane.

## Storia
La formazione è associata all'Accademia Nazionale di Santa Cecilia. Agli inizi del XIX secolo era nota come  "Orchestra Sinfonica dell'Augusteo" e  "Orchestra stabile dell'Accademia Nazionale di Santa Cecilia". Dal 1908 al 1936, l'orchestra ha avuto la sua sede stabile al Teatro Augusteo. Dopo molti anni passati all'Auditorium Pio di via della Conciliazione, dal 2003 ha sede nell'Auditorium Parco della Musica, progettato dall'architetto Renzo Piano.
L’Orchestra dell’Accademia Nazionale di Santa Cecilia è stata la prima in Italia a dedicarsi esclusivamente al repertorio sinfonico, promuovendo prime esecuzioni di capolavori del Novecento fra cui Fontane e Pini di Roma di Ottorino Respighi. Dal 1908 a oggi ha collaborato con i maggiori musicisti del secolo: è stata diretta, tra gli altri, da Mahler, Debussy, R. Strauss, Stravinskij, Sibelius, Hindemith, Toscanini, Furtwängler, De Sabata, Erich e Carlos Kleiber, Solti, Mengelberg, Karajan, Masur, Blomstedt, Abbado, Dudamel e Kirill Petrenko. I suoi direttori stabili sono stati Bernardino Molinari, Franco Ferrara, Fernando Previtali, Igor Markevitch, Thomas Schippers, Giuseppe Sinopoli, Daniele Gatti, Myung-Whun Chung e Sir Antonio Pappano (2005-2023).
Dalla Stagione 2024/2025 il nuovo Direttore Musicale è il britannico Daniel Harding.
Dal 1983 al 1990 Leonard Bernstein ne è stato il Presidente Onorario.
L’intensa attività discografica degli ultimi anni è stata premiata da prestigiosi riconoscimenti internazionali. Fra le ultime incisioni dirette da Antonio Pappano ricordiamo il Carnevale degli animali di Saint-Saëns con Martha Argerich, l’integrale delle Sinfonie di Bernstein, Tudor Queens con Diana Damrau, Strauss: Ein Heldenleben/Burleske con Bertrand Chamayou (Warner Classics), l’Otello di Verdi (Sony Classical), la Messa di Gloria di Rossini (Warner Classics), Cinema con Alexandre Tharaud (Erato), Insieme-Opera Duets (Sony Classical) con Jonas Kaufmann e Ludovic Tézier e Turandot di Puccini (2023, Warner Classics) con Sondra Radvanovsky e Jonas Kaufmann che recentemente si è aggiudicata il premio ICMA nella categoria “Miglior Opera”. Lo scorso maggio Warner Classics ha pubblicato un cofanetto di 27 cd che raccoglie gran parte delle registrazioni del repertorio sacro e sinfonico effettuate negli ultimi diciotto anni dall’Orchestra e dal Coro, diretti da Pappano.

## Membri dell'Orchestra
- VIOLINI PRIMI

Andrea Obiso, Carlo Maria Parazzoli, 
Ruggiero Sfregola, Marlene Prodigo, Elena La Montagna, Simona Cappabianca, Paolo Piomboni, Barbara Castelli, Silvana Dolce, Jalle Feest, William Esteban Chiquito Henao, Kim Soyeon, Ylenia Montaruli, Lavinia Morelli.
- VIOLINI SECONDI

David Romano, Alberto Mina, 
Ingrid Belli, Rosario Genovese, Leonardo Micucci, Andrea Vicari, Cristina Puca, Giovanni Bruno Galvani, Brunella Zanti, Svetlana Norkina, Anna Maria Salvatori, Manuela Costi, Elena Nunziante. 
- VIOLE

Simone Briatore, Raffaele Mallozzi, Sara Simoncini, Carla Santini, Fabio Catania, Ilona Balint, Federico Marchetti, David Joseph Bursack, Luca Manfredi, Lorenzo Falconi.
- VIOLONCELLI

Luigi Piovano, Carlo Onori, Diego Romano, Bernardino Penazzi, Francesco Di Donna, Matteo Michele Bettinelli, Sara Gentile, Giacomo Menna, Roberto Mansueto, Giuseppe Scaglione.
- CONTRABBASSI

Antonio Sciancalepore, Libero Lanzilotta, Anita Mazzantini, Simona Iemmolo, Paolo Cocchi.
- FLAUTI

Adriana Jose’ Morais Ferreira, Andrea Oliva, Nicola Protani.
- OTTAVINO

Davide Ferrario.
- OBOI

Francesco Di Rosa, Anna Rita Argentieri.
- CORNO INGLESE

Maria Irsara.
- CLARINETTI

Stefano Novelli, Alessandro Carbonare,
Simone Sirugo.
- CLARINETTO BASSO

- FAGOTTI

Andrea Zucco, Fabio Angeletti.
- CONTROFAGOTTO

Alessandro Ghibaudo.
- CORNI

Alessio Allegrini, Guglielmo Pellarin, Mirko Landoni, Alessio Bernardi, Fabio Frapparelli, Giuseppe Accardi.
- TROMBE

Alfonso González Barquín, Andrea Lucchi, Ermanno Ottaviani. 
- TROMBONI

Andrea Conti, Estebán Méndez Chaves.
- TROMBONE BASSO

- BASSO TUBA

Gianluca Grosso.
- ARPA

- TIMPANI

Antonio Catone.
- PERCUSSIONI

Edoardo Giachino, Andrea Santarsiere, Davide Tonetti. 

## Direttori principali
- Bernardino Molinari (1912 – 1944)
- Franco Ferrara (1944–1945)
- Fernando Previtali (1953–1973)
- Igor Markevitch (1973–1975)
- Thomas Schippers (morto prima dell'assunzione dell'incarico)
- Giuseppe Sinopoli (1983–1987)
- Daniele Gatti (1992–1997)
- Chung Myung-whun (1997–2005)
- Antonio Pappano (2005–2023)
- Daniel Harding (2024–)

## Discografia parziale
- Brahms Bartók, Conc. vl./Conc. vl. n. 1 - Jansen/Pappano/S. Cecilia, 2015 Decca
- Cilea, Adriana Lecouvreur - Capuana/Tebaldi/Del Monaco, 1961 Decca
- Debussy, Images/Prelude/Mer - Bernstein/S. Cecilia, 1989 Deutsche Grammophon
- Donizetti, Lucia di Lammermoor - Pritchard/Sutherland/Siepi, 1961 Decca
- Fauré Duruflé, Requiem - Chung/Bartoli/Terfel, 1998 Deutsche Grammophon
- Giordano, Andrea Chénier - Gavazzeni/Tebaldi/Del Monaco, Decca
- Mascagni: Cavalleria Rusticana - Leoncavallo: Pagliacci - Mario del Monaco/Elena Nicolai/Clara Petrella/Franco Ghione/Alberto Erede, Coro e Orchestra Dell'Accademia Nazionale Di Santa Cecilia, 1953 Decca
- Mozart Rossini Donizetti, Cecilia e Bryn. Duetti famosi - Bartoli/Terfel, 1998 Decca
- Pergolesi, Stabat Mater/Nel chiuso centro/Questo è il piano/Li prodigi - Netrebko/Pizzolato/Pappano, 2010 Deutsche Grammophon
- Puccini, Bohème - Serafin/Tebaldi/Bergonzi, 1959 Decca
- Puccini, Fanciulla del West - Capuana/Tebaldi/Del Monaco, 1951 Decca
- Puccini, Madama Butterfly - Serafin/Tebaldi/Bergonzi, 1958 Decca
- Puccini, Suor Angelica - Bartoletti/Ricciarelli/Cossotto, 1973 RCA
- Puccini, Tosca - Maazel/Nilsson/Corelli, Decca
- Puccini, Turandot - Erede/Borkh/Tebaldi/Del Monaco, 1955 Decca
- Rossini: Overtures - Antonio Pappano/Orchestra dell'Accademia Nazionale di Santa Cecilia, 2014 Warner
- Schumann, Conc. pf./Studio op. 92/Allegro e intro op. 134/Sogno d'amore - Lisiecki/Pappano/S. Cecilia, 2015 Deutsche Grammophon
- Verdi, Aida - Erede/Tebaldi/Del Monaco, 1952 Decca
- Verdi, Ballo in maschera - Bartoletti/Pavarotti/Tebaldi, 1970 Decca
- Verdi, Rigoletto - Sinopoli/Gruberova/Bruson, 1981 Decca
- Verdi, Rigoletto - Sanzogno/MacNeil/Sutherland, Decca
- Verdi: Il Trovatore - Carlo Maria Giulini/Orchestra dell'Accademia Nazionale di Santa Cecilia/Plácido Domingo/Giorgio Zancanaro/Evgenij Evgen'evič Nesterenko, 1984 Deutsche Grammophon
- Verdi: Requiem - Antonio Pappano/Orchestra dell'Accademia Nazionale di Santa Cecilia/Rolando Villazón, 2009 EMI/Warner
- Florez, Arias for Rubini (Rossini/Bellini/Donizetti) - Roberto Abbado/S. Cecilia, 2007 Decca
- Kaufmann, Verismo arias - Antonio Pappano/Accademia di S. Cecilia, 2010 Decca
- Sanctus II - Eine Hymne für die Welt - Orchestra dell'Accademia Nazionale di Santa Cecilia/Chung Myung-whun/Andrea Bocelli/Cecilia Bartoli, 1997 Deutsche Grammophon
- Great Tenor Arias - Flaviano Labò/Giuseppe Campora/Gianni Poggi/Orchestra dell'Accademia Nazionale di Santa Cecilia/Fernando Previtali/Alberto Erede, 1954 Decca
- Cinema Concert: Ennio Morricone at Santa Cecilia - Ennio Morricone/Orchestra dell'Accademia Nazionale di Santa Cecilia, 1999 SONY BMG